# Yusra Mardini
Yusra Mardini (àrab: يسرى مارديني, Yusrà Mārdīnī) (Damasc, 5 de març de 1998) és una nedadora siriana, que resideix a la ciutat alemanya de Berlín. Va representar a l'Equip Olímpic de Refugiats als Jocs Olímpics de 2016 i 2020, celebrats a Rio de Janeiro i Tòquio, respectivament. El 2017 va ser nomenada ambaixadora de bona voluntat de l'Alt Comissariat de les Nacions Unides per als Refugiats.

## Orígens
Es va criar a Darayya, un suburbi de Damasc, on va entrenar en natació amb el suport del Comitè Olímpic Sirià. El 2012 va representar Síria al Campionat del Món de natació en piscina curta, a les categories de 200 metres estils, 200 metres lliures i 400 metres lliures.
Casa seva va ser destruïda durant la Guerra civil siriana. Yusra i la seva germana Sara van decidir fugir de Síria l'agost de 2015. Van arribar al Líban i després a Turquia, on van poder introduir-se en un bot amb altres 18 refugiats, malgrat que el bot no podia aguantar més de sis o set persones. El motor de l'embarcació es va aturar i va començar a enfonsar-se lentament a la mar Egea. No obstant això, Mardini, juntament amb altres dues persones que també sabien nedar, es van ficar a l'aigua i van empènyer el bot durant tres hores, fins a arribar a Lesbos. Finalment, van viatjar per Europa fins a arribar a Alemanya, on es van establir a Berlín el setembre de 2015. Els seus pares també van fugir de Síria i van anar a viure a Alemanya.

## Carrera esportiva

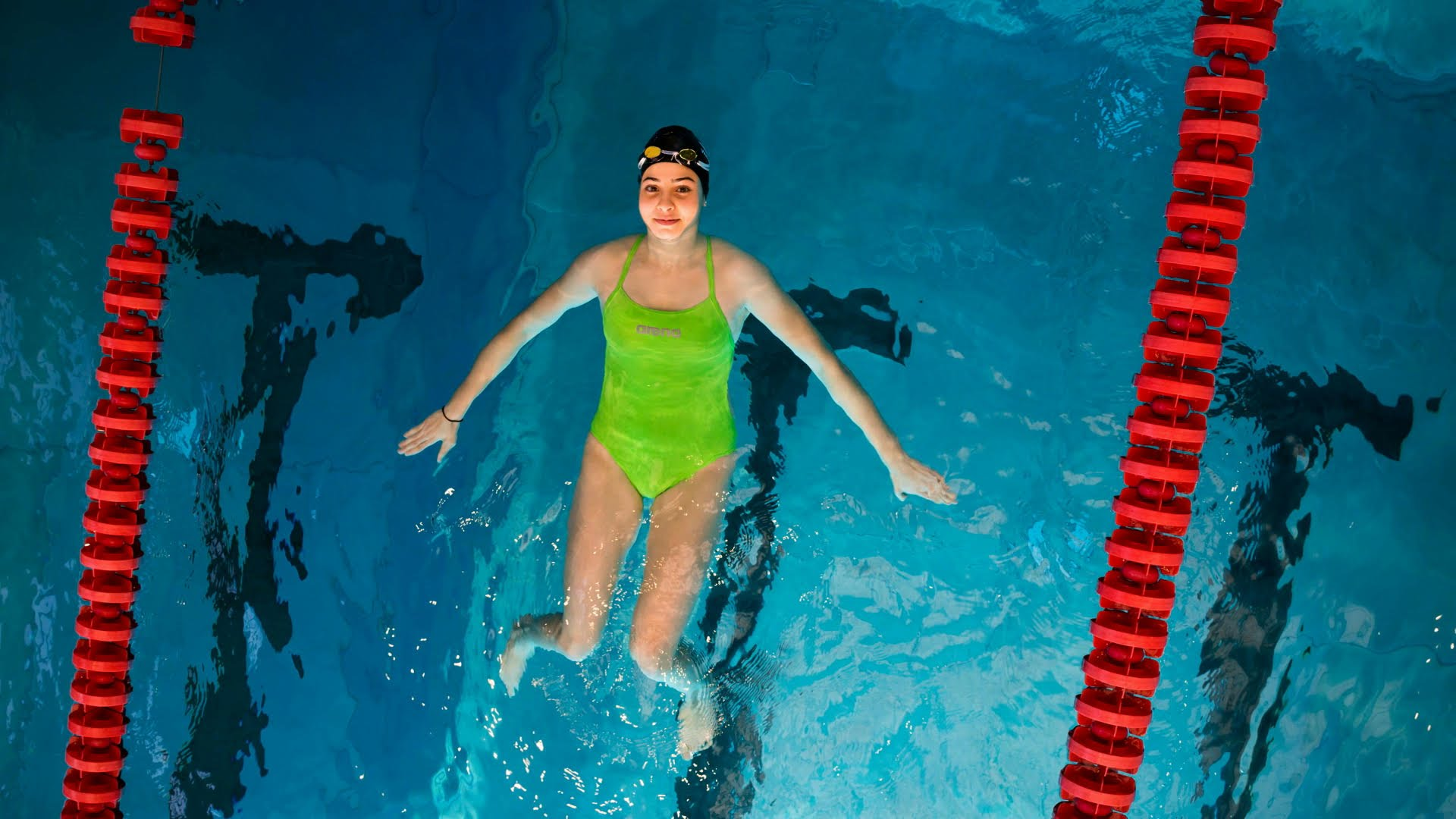
Yusra Mardini el 2016.

Un cop a Alemanya, va continuar el seu entrenament amb el Wasserfreunde Spandau 04 amb l'esperança de qualificar-se per a les Olimpíades, concretament a la prova de 200 metres lliures. Encara que la seva participació a les Olimpíades estava encara en l'aire, el Comitè Olímpic Internacional s'hi va implicar i, com va dir el seu president Thomas Bach, «anem a ajudar-los a fer realitat el seu somni d'excel·lència en l'esport, fins i tot quan han de fugir de la guerra i la violència». Finalment, el juny de 2016 va ser seleccionada per participar amb l'Equip Olímpic de Refugiats. La nedadora siriana va debutar als Jocs Olímpics d'Estiu de 2016, i va aconseguir la victòria, davant de quatre nedadores més, a la seva cursa de classificació de la categoria de 100 metres papallona. Amb un temps de 1:09.21, es va classificar 41a de les 45 nedadores que passaven a la ronda següent.
El 27 d'abril de 2017 va ser nomenada ambaixadora de bona voluntat de l'Alt Comissariat de les Nacions Unides per als Refugiats. i mig any després, a l'octubre, va ser l'última incorporació a un equip d'atletes internacionals per representar la marca esportiva Under Armour. Chris Bate, director general d'Under Armour a Europa, va declarar que: «Ens inspiren la seva empenta i els seus èxits, tant com a persona com a esportista».
Mardini va competir als Jocs Olímpics d'Estiu de 2020 a Tòquio i va portar la bandera de l'Equip Olímpic de Refugiats a la desfilada d'atletes de la cerimònia d'obertura. A la prova de 100 metres papallona femení va nedar a les sèries en un temps d'1:06.78 i va quedar eliminada de les properes rondes per a les quals només es van classificar les 16 millors dones.

## A la cultura popular
La seva història està explicada a la col·lecció de contes Contes de bona nit per a nenes rebels, d'Elena Favilli i Francesca Cavallo. La història està il·lustrada per JM Cooper, i quan la història es va publicar com a episodi de podcast va ser narrada per la periodista i nedadora de llarga distància estatunidenca Diana Nyad. El 3 de maig de 2018 es va publicar la seva autobiografia Butterfly: From Refugee to Olympian - My Story of Rescue, Hope, and Triumph. El músic irlandès Declan O'Rourke va escriure la cançó «Olympian» per recordar la seva història. El 2022, Sally El Hosaini va dirigir la pel·lícula inspirada en la seva vida Les nedadores. El llargmetratge és protagonitzat per Manal Issa, Nathalie Issa i Ahmed Malek, entre d'altres.